# Emblema imperial de Japón

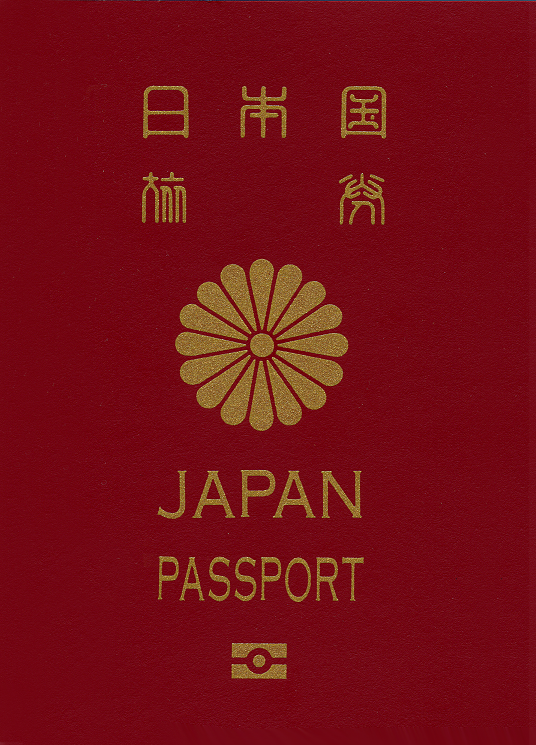
El emblema de la flor de crisantero en la portada de un pasaporte japonés.

El emblema imperial de Japón, también conocido como emblema de la flor de crisantemo (菊花紋章 Kikukamonshō, Kikkamonshō?), es uno de los símbolos nacionales y un sello (kamon) usado por el Emperador de Japón y la familia imperial. Es uno de los símbolos más antiguos del país: sus orígenes se remontan al siglo XII, en tiempos del emperador Go-Toba. Contrasta con el Emblema de la flor Paulownia, que es el símbolo del gobierno japonés.

## Historia
Sus orígenes se remontan al emperador Go-Toba. Considerado como insignia del shogunato durante el periodo Edo, era utilizado habitualmente como objeto decorativo en múltiples soportes. Durante el periodo Meiji se restringió el uso del Sello Imperial estrictamente al Emperador de Japón, el cual usaba un crisantemo de 16 pétalos con dieciséis puntas de una segunda fila de pétalos entrelazándose con los de la primera. Por ello, cada miembro de la familia imperial utilizaba su propia versión del sello, aplicándole ligeras modificaciones. Los santuarios Shinto también exhibían el sello imperial o incorporaban elementos del sello en sus propios emblemas.
Su uso como símbolo del país se reforzó a partir de la Segunda Guerra Mundial. Desde entonces, el símbolo aparece en los pasaportes de los ciudadanos, en las insignias de los miembros del parlamento japonés, en las embajadas o en cualquier objeto, documento o emblema que represente la autoridad del Emperador. También se puede apreciar este emblema en la Orden del Crisantemo, la distinción más alta de Japón.
Aunque desde entonces ha tenido carácter de emblema nacional de facto, hasta 2005 no había ninguna ley que especificase su utilización como símbolo oficial.

## Descripción
El símbolo está descrito como la representación de una flor de crisantemo dorado o naranja con trazos en color negro o rojo. Se compone de un disco central rodeado por una fila frontal de dieciséis pétalos. Un conjunto trasero de otros dieciséis pétalos se encuentra escalonado para hacerlo visible en las intersecciones de los pétalos de la fila frontal. Esta versión es la considerada oficial, aunque otros miembros de la Familia Imperial pueden usar variantes con solo catorce pétalos

## Diseño

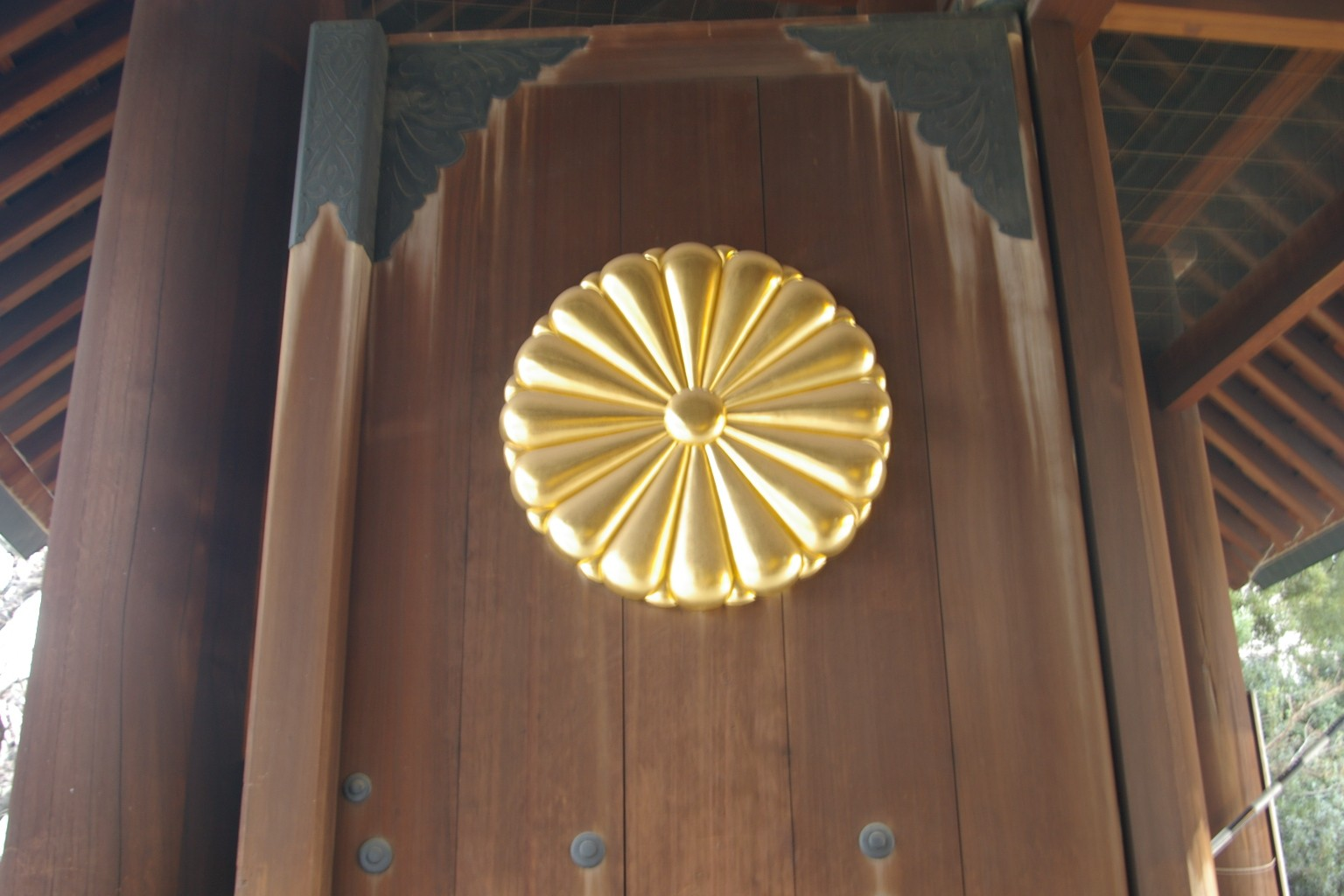
Una flor de crisantemo en la puerta de

Desde la antigüedad, una amplia variedad de crestas de crisantemo se han estilizado como crestas familiares de casas públicas y samuráis, marcas comerciales de tiendas, etc., hay muchas variantes. Principalmente, el número de pétalos, la superposición de pétalos (uno u ocho veces), la parte delantera y trasera ("crisantemo delantero" si hay un brote[cita requerida], "crisantemo posterior" si hay un cáliz[cita requerida]) y otros diseños.
Entre los crisantemos, el crisantemo de pulpo de dieciséis hojas, que es un crisantemo estilizado óctuple crisantemo, es un escudo de armas que representa al Emperador y a la familia imperial. También se le llama comúnmente la cresta del crisantemo. El uso de este escudo fue restringido por la proclamación del gabinete Taisei de 1869, y la Ordenanza de la Casa Imperial de 1926. De acuerdo con el Artículo 13, el "crisantemo de catorce hojas de espalda única" se convirtió en el escudo de armas de la familia imperial. Los escudos de cada familia real son los del "crisantemo posterior de una sola corona de catorce hojas" y el "crisantemo posterior de una sola cara de dieciséis hojas" con sus propios diseños agregados (familia Arisugawa-no-miya, familia Fushimiya, etc.), y "crisantemos omote de catorce hojas ocho veces" utilizados en diseños pequeños (familia Chichibu Miya, familia Mikasa Miya, familia del palacio Kunabe, etc.).
El 9 de febrero de 1868, durante la guardia de las puertas del palacio de varios clanes, se les ordenó usar el abrigo de flores de crisantemo en banderas, cortinas, linternas, etc. Más tarde, el "Crisantemo de Mesa Yae de Dieciséis Hojas" se convirtió oficialmente en el escudo de armas de la familia imperial en la Proclamación Oficial Taisei n.º 802 del 25 de agosto de 1869. El decreto prohíbe el uso de dieciséis hojas como cresta de crisantemo de la familia real matriz, y estipula que debe ser reemplazado por catorce o quince hojas o menos, o crisantemos posteriores. Además, el 17 de junio de 1871, la Proclamación del Gabinete de Taisei n.º 285 prohibió el uso de crestas de crisantemo por parte de no miembros de la familia imperial, y en el mismo n.º 286, el crisantemo de una sola corona de catorce hojas se estableció como una plantilla para la cresta de la familia imperial. Posteriormente, fue establecido formalmente por los artículos 12[cita requerida] y 13[cita requerida] de la Ordenanza de la Casa Imperial de 1926.

## Leyes y control del crisantemo

### Restauración Meiji
Los crisantemos son sinónimo de la familia imperial del "Emblema de la Flor del Crisantemo", y las canciones populares del final del shogunato también incluyen la canción "Los Crisantemos (familia imperial) florecen y florecen, Aoi (familia Tokugawa Shogun) marchitándose".[cita requerida] También en el ejército japonés, el shogunato y varios clanes grabaron varios escudos de armas e inscripciones en los rifles que se distribuyeron al gobierno Meiji se reimprimieron como el escudo de armas de flores de crisantemo, y esto se inscribió en todos los rifles militares nacionales desde las armas Murata.[cita requerida] Cuando estos rifles debían dejarse caer fuera del departamento, se tomaban medidas para raspar el escudo de armas de crisantemo o aplastarlos golpeándolos con una pila de marcas, como círculos. También tenía un escudo de armas de crisantemo dorado[cita requerida] en la punta del asta de la bandera del ejército (bandera del regimiento) y en la proa de un buque de guerra naval.

### Después de la Segunda Guerra Mundial
Desde que la Ordenanza de la Ceremonia de la Casa Imperial fue abolida en 1947, no existe una ley actual que estipule que el Escudo de Armas de flores de crisantemo sea el escudo de armas del Emperador y la Familia Imperial, o que sea el emblema nacional del Japón. Sin embargo, el escudo de armas de Crisantemo continúa siendo utilizado como un escudo de armas del Emperador y la Familia Imperial, o como un escudo de armas equivalente al escudo de armas de Japón.
La entrada de la misión diplomática de Japón en el extranjero está decorada con relieves del escudo de armas de la flor del crisantemo, que continúa desde antes de la guerra. Además, la cubierta de los pasaportes emitidos por los países de Japón es también un diseño de los "Crisantemos de mesa de mil seiscientos dieciséis".[cita requerida] La insignia de los miembros de la Dieta utiliza el diseño de "Once crisantemos". Además, la cresta del crisantemo también se incorpora al diseño de la Orden del Japón, y el crisantemo se trata como la flor nacional, junto con la flor de cerezo. Dado que el Japón es tratado de acuerdo con el emblema nacional y tratado legalmente de acuerdo con la bandera nacional, las marcas de fábrica o de comercio, etc., similares a él no pueden registrarse (Ley de Marcas, Artículo 4, Párrafo 1, Punto 1). A nivel internacional, el crisantemo de dieciséis coronas cuadradas fue notificado a sus aliados en 1967 en virtud del Artículo 6-3. del Convenio de París para la Protección de los Derechos de Propiedad Industrial,[cita requerida] y no puede ser registrado como marca en estos países.
Además, dado que la insignia del sol naciente es el escudo de armas del órgano judicial y no se puede usar (según lo regulado por la Ley de Delitos Menores), hay casos en que las agencias de detectives la usan como nombre de mesa para que su empresa exprese autoridad.